# Relaciones Chile-Liechtenstein
Las relaciones Chile-Liechtenstein son las relaciones internacionales entre la República de Chile y el Principado de Liechtenstein.

## Relaciones comerciales
La relación comercial entre ambos países se enmarca dentro del Tratado de Libre Comercio entre Chile y Asociación Europea de Libre Comercio (EFTA, por sus siglas en inglés), firmado el 26 de junio de 2003 y vigente desde el 1° de diciembre de 2004 con el bloque integrado por Liechtenstein, Islandia y Suiza. Con la entrada en vigor del TLC, Chile obtuvo arancel cero para el 90% de sus exportaciones a Liechtenstein, mientras que concedió a ese país europeo el 86% de rebaja de aranceles inmediatos a sus exportaciones al mercado chileno. Un protocolo de enmienda al tratado entre Chile y la EFTA fue suscrito en junio de 2024.
En 2023, el intercambio comercial entre ambos países ascendió a los 0,67 millones de dólares estadounidenses, constando en su totalidad de exportaciones de Liechtenstein a Chile, cuyos principales productos exportados fueron lámparas ultravioletas o infrarrojas, manufacturas de vidrio y cementos para obturación dental.

## Misiones diplomáticas
- La embajada de Chile en Suiza concurre con representación diplomática a Liechtenstein.
- La embajada de Liechtenstein en Estados Unidos concurre con representación diplomática a Chile.